# دین محمد عظیمی
دین محمد عظیمی (زاده: ۱۳۵۴، ولایت غور) سیاست‌مدار افغانستانی، نماینده مردم غور در دوره پانزدهم مجلس نمایندگان و معاون رییس کمیسیون شکایات انتخاباتی افغانستان است.

## زندگی‌نامه
دین محمد عظیمی متولد ۱۳۵۴ از ولایت غور افغانستان است. وی دارای مدرک تحصیلی لیسانس در رشته علوم اسلامی  وسند ماستری از جزا وجرم شناسی در حوزه حقوق دارد.

## حزب سیاسی
دین محمد عظیمی عضویت  حزب جمعیت اسلامی افغانستان را دارد.

## دیگر فعالیت‌ها
- معاون والی غور[۱]
- معاون رییس کمیسیون شکایات انتخاباتی افغانستان: در ۱۳ حوت (اسفند) ۱۳۹۷ سوگند وفاداری یاد کرد.[۲][۳][۴]